# Sede (distretto di Santa Maria)
Sede è un distretto della città di Santa Maria, Rio Grande do Sul, Brasile. Si trova nella parte settentrionale del municipio. Nel distretto di Sede si trova il centro di Santa Maria.
Il distretto di Sede ha una superficie di 133,71 km² che corrisponde al 7,46% del comune di Santa Maria, che è 1791,65 km².

## Storia
Distretto creato con il nome di Santa Maria da Boca do Monte, dalla legge provinciale nº6, 17 novembre 1837, quindi, ancora di proprietà del comune di Cachoeira do Sul. Più tardi, mentre la sede del comune di Santa Maria ha portato a rottura, con molti altri distretti, alcuni dei quali vennero in seguito diventano comuni, come è il caso di Itaara.
Il distretto di Sede contiene il limite zero del comune di Santa Maria, e ha avuto la sua origine dove oggi è il quartiere Centro.
Secondo Cirilo Costa Beber (1998), la città di Santa Maria ha avuto la sua origine con il montaggio di un accampamento destinato per rifugiare il personale (civile e militare) della Segunda Divisão de Demarcação e Divisas. Nella occasione, molti ranci sono stati costruiti al lungo de una piccola puntura, dal 1901, con l'estinzione della Submissão da Demarcação, andrà passare a essere denominata Rua São Paulo, la quale è diventata l'attuale Rua do Acampamento.
La designazione iniziale è stato dato questo nome perché molte famiglie paulisti vivevano lì.
Nel 1982, il distretto ha la sua prima divisione officiale in quartieri, nel 1986 sono fatti piccoli cambiamenti. Ma, sono stati creati quartieri separati prima di 1982, come è il caso del quartiere Roberto Holtermann che è stato creato nel 1961, e oggi è una unità abitativa del quartiere Nossa Senhora de Fátima com il nome de Vila Holtermann.
Gli quartieri di Sede sono stati creati nel 1986, loro continuarono a 2006 quando ha successo una nuova delimitazione:
- Sono stati creati gli seguenti quartieri: Carolina, Divina Providência, Agroindustrial, Boi Morto, Renascença, Nova Santa Marta, São João, Campestre do Menino Deus, Menino Jesus, Bonfim, Nonoai, Nossa Senhora de Fátima, Diácono João Luiz Pozzobon, Lorenzi, Dom Antônio Reis, Duque de Caxias, Noal e Uglione.

Differenza tra la divisione in quartieri nel 1986 (linee di colore nero) e il 2006 (quartieri in colori).
Quartieri del 1986 a 2006
A - Centro  ·  B - Nossa Senhora das Dores  ·  C - Nossa Senhora de Lourdes  ·  D - Medianeira  ·  E - Nossa Senhora do Rosário  ·  F - Salgado Filho  ·  G - Chácara das Flores  ·  H - Nossa Senhora do Perpétuo Socorro  ·  I - Itararé  ·  J - Presidente João Goulart  ·  K - Km Três  ·  L - São José  ·  M - Cerrito  ·  N - Urlândia  ·  O - Tomazzetti  ·  P - Patronato  ·  Q - Passo d'Areia  ·  R - Juscelino Kubitschek  ·  S - Caturrita  ·  T - Pé de Plátano  ·  U - Camobi  ·  V - Cohab Camobi  ·  W - Cohab Passo da Ferreira  ·  X - Parque Pinheiro Machado
Quartieri da 2006
1 - Centro  ·  2 - Bonfim  ·  3 - Nonoai  ·  4 - Nossa Senhora de Fátima  ·  5 - Nossa Senhora de Lourdes  ·  6 - Nossa Senhora do Rosário  ·  7 - Nossa Senhora Medianeira  ·  8 - Camobi  ·  9 - Carolina  ·  10 - Caturrita  ·  11 - Chácara das Flores  ·  12 - Divina Providência  ·  13 - Nossa Senhora do Perpétuo Socorro  ·  14 - Salgado Filho  ·  15 - Diácono João Luiz Pozzobon  ·  16 - Cerrito  ·  17 - Pé de Plátano  ·  18 - São José  ·  19 - Campestre do Menino Deus  ·  20 - Itararé  ·  21 - Km 3  ·  22 - Menino Jesus  ·  23 - Nossa Senhora das Dores  ·  24 - Presidente João Goulart  ·  25 - Lorenzi  ·  26 - Tomazetti  ·  27 - Urlândia ·  28 - Dom Antônio Reis  ·  29 - Duque de Caxias  ·  30 - Noal  ·  31 - Passo d'Areia  ·  32 - Patronato  ·  33 - Uglione  ·  34 - Agroindustrial  ·  35 - Boi Morto  ·  36 - Juscelino Kubitschek  ·  37 - Pinheiro Machado  ·  38 - Renascença  ·  39 - Nova Santa Marta  ·  40 - São João  ·  41 - Tancredo Neves

## Quartieri
1. Agroindustrial
2. Boi Morto
3. Bonfim
4. Camobi
5. Campestre do Menino Deus
6. Carolina
7. Caturrita
8. Centro
9. Cerrito
10. Chácara das Flores
11. Diácono João Luiz Pozzobon
12. Divina Providênci
13. Dom Antônio Reis
14. Duque de Caxias
15. Itararé
16. Juscelino Kubitschek
17. Km 3
18. Lorenzi
19. Menino Jesus
20. Noal
21. Nonoai
22. Nossa Senhora das Dores
23. Nossa Senhora de Fátima
24. Nossa Senhora de Lourdes
25. Nossa Senhora do Perpétuo Socorro
26. Nossa Senhora do Rosário
27. Nossa Senhora Medianeira
28. Nova Santa Marta
29. Passo d'Areia
30. Patronato
31. Pé de Plátano
32. Pinheiro Machado
33. Presidente João Goulart
34. Renascença
35. Salgado Filho
36. São João
37. São José
38. Tancredo Neves
39. Tomazetti
40. Uglione
41. Urlândia